# 中华人民共和国水准原点
36°04′11.2″N 120°19′18″E / 36.069778°N 120.32167°E

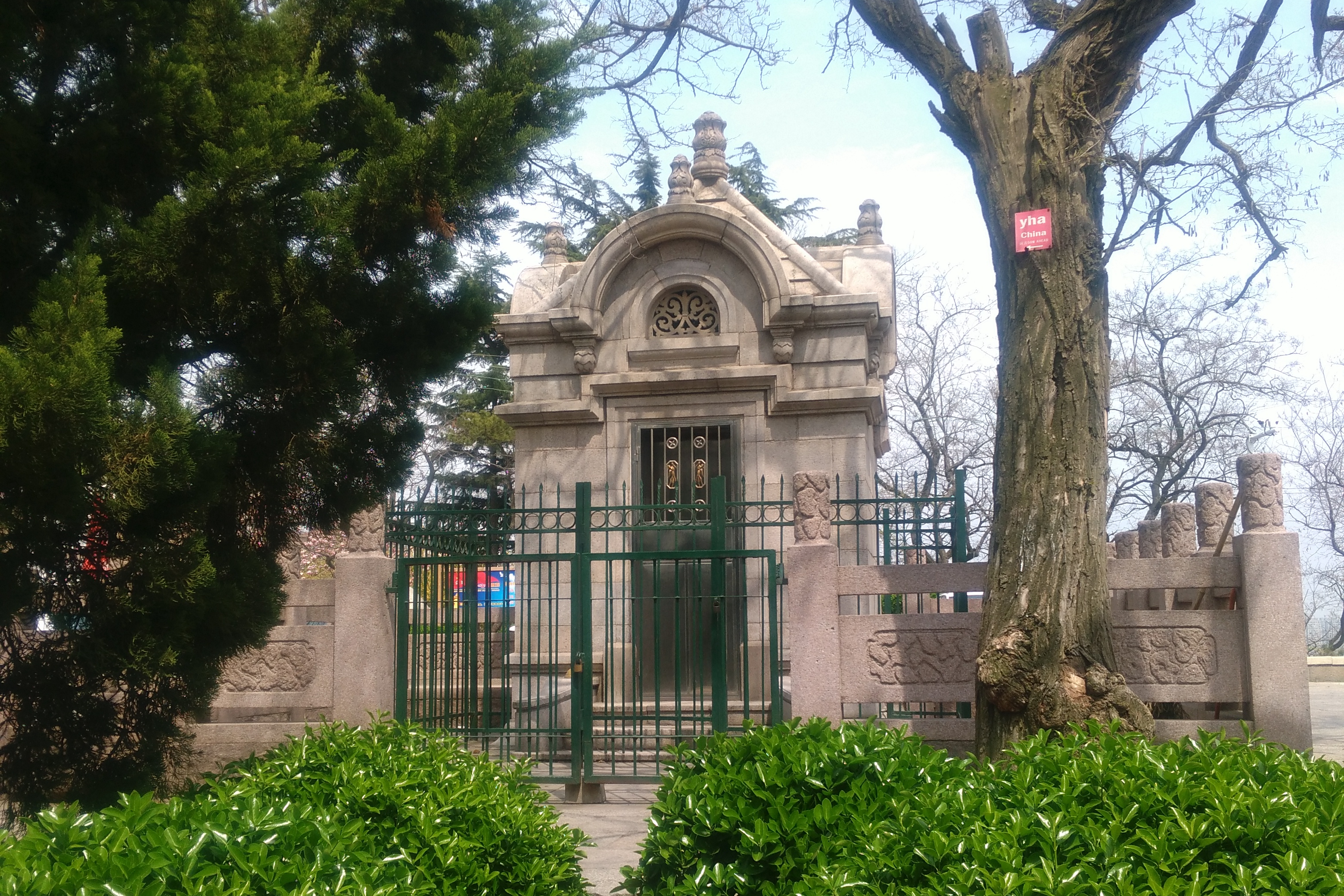
中华人民共和国水准原点所在的石屋

中华人民共和国水准原点为中华人民共和国国家高程基准的测量原点，位于青岛市市南区观象山山顶，设立于1954年。

## 历史
1954年10月，中国人民解放军总参谋部测绘局在青岛市设立中华人民共和国水准原点网，由水准原点、2个附点、3个参考点和验潮站工作水准点组成。原点设于观象山上一座石屋内，原点网附设的附一号、附二号标石均为玛瑙标志，原参1、2、3号则为墙脚铜质半球标志，其中原参3号于1986年经济南军区同意拆除.1955年，总参谋部测绘局开始进行水准测量，并于1957年根据青岛验潮站测定的“1956年黄海平均海水面”得出观象山上水准原点的高程为72.2893米，称为“1956年黄海高程系”，作为全国统一高程基准使用。
由于“1956年黄海平均海水面”存在采用资料时间短、潮汐记录有错等问题，1976年国家一等水准布测方案和任务分工会议提出重新确定国家高程基准，并建议由总参测绘局负责完成。此后，总参测绘局人员及山东海洋学院教授陈宗镛等人经过对全国沿海各验潮站的测量，最终根据青岛验潮站1952年至1979年的潮汐资料得出观象山的水准原点高程为72.2604米，称为“1985年国家高程基准”。在国家测绘局于1986年7月召开的国家一等水准网测量平差成果鉴定会上，鉴定委员会认为新确定的高程基准面，比“1956年黄海平均海水面”更精确实用。1987年5月，国务院同意启用“1985国家高程基准”和青岛水准原点的新高程值。
因青岛水准原点网地处闹市区，为保证国家高程基准不至于因战争和人为破坏而发生混乱，济南军区于1971至1972年设立沙子口备用水准原点网。1980年检测以后，总参测绘局规定济南军区测绘部队对青岛水准原点网及备用水准原点网每4年检测1次。日常管护工作则由青岛市勘察测绘研究院负责。2002年10月，青岛警备区在进行青岛水准原点网巡查时，发现青岛医学院附属医院在离原点100余米处开挖楼房地基并装药放炮，立即责令其停止施工，并上报济南军区司令部和总参测绘局，济南军区当即指派测绘部队对原点进行检测，在确认对原点没有造成影响后允许施工，要求放炮限量装药，确保原点安全。
2012年11月6日，水准原点石屋列入市南区未核定为文物保护单位的不可移动文物（一般不可移动文物）名录。

## 结构
水准原点石屋由花岗岩砌成，平面四方形，立面中轴对称，四面起半圆形山花，攒尖顶屋面。石屋周围设有1972年由青岛市城建测量队负责增设的传统风格石墙。石屋门外两侧设两个小石柱，其顶部半球形顶点为水准原点东、西参考点，可作为低等水准测量的起始高程点。石屋内地坪中央为水准原点标石井，两层井口，每层井口设钢盖板1块，井壁由条石砌成，井底中央设置花岗岩标石，内嵌一长18厘米的玛瑙标志，标志上盖有半球形铜护罩和石护盖，标志顶部距室内地坪1.8米。屋内设有一块石碑，刻有“中华人民共和国水准原点 中国人民解放军总参谋部 一九五四年十月建”的字样。

## 图集
- 水准原点石屋东面
- 东北面
- 西面